# Olle Zetterquist
Lars Olov (Olle) Wilhelm Zetterquist, född 15 januari 1927 i Arvika östra församling, död 20 september 2024 i Västra Frölunda, var en svensk målare, tecknare, grafiker och spelman.
Olle Zetterquist var son till skräddaren och modellören Knut Zetterquist och Hillevi Carolina Fredlundh. Han var från 1954 gift med Denice Larsson, var far till textilkonstnären Nina Zetterquist, bror till konstnären Jörgen Zetterquist och brorson till Jérôme Zetterquist. Han arbetade först som dekoratörselev i Karlstad 1944–1945 innan han studerade konst för Nils Wedel på Slöjdföreningens skola i Göteborg 1946–1949 därefter fortsatte han sina studier för Endre Nemes vid Valands målarskola 1950–1955 samt genom självstudier under resor till bland annat Frankrike, England, Italien och Spanien. Han har tilldelats Värmlands musei vänners stipendium 1949, ett resestipendium från Valands 1953, Göteborg stads kulturstipendium 1960 och 1992, Parisateljén 1965–1966, Statens stora arbetsstipendium, 1972–1973, Värmlands konstförenings resestipendium 1978, Carina Ari ateljén Paris 1975, 1982, och 1992 samt Thor Fagerkvist stipendiet 1991. Han och hans fru utsågs 2006 till Arvika kommuns kulturpristagare. Tack vare Värmlands konstförenings resestipendium och Carina Ari-stipendiet har han bott periodvis i Paris.
Han debuterade i en konstutställning med Värmlands konstförening på Värmlands museum 1948 och har sedan dess så gott som årligen medverkat i medverkat i föreningens salonger i Karlstad samt i ett flertal samlingsutställningar bland annat 3 x Zetterquist på Göteborgs konsthall och Värmlands museum samt Festen på Rackstadmuseet. Han var representerad i utställningen Nya Valand som visades på Liljevalchs konsthall 1950 och i Oslo 1959 samt utställningen Västsvenska tecknare på Galleri Maneten i Göteborg 1961 där han tilldelades ett andra pris, Grupp Västs utställning på Sveagalleriet i Stockholm 1961 och ett flertal gånger i Liljevalchs Stockholmssalonger samt en lång rad utställningar med provinsiell konst i Göteborg. Han bjöds in att medverka i Göteborgs konstförenings Decemberutställning på Göteborgs konsthall 1958. Separat debuterade han med en utställning på Galleri Modern och har därefter han ställt ut på Handelshögskolan i Göteborg 1964, Konstnärshuset i Stockholm 1969, Galleri 54 i Göteborg 1963, 1969, 1972 och 1982, Galleri Uddenberg 1977, Konsthallen Kristinehamn 1979, Fenix i Örebro 1982, Gripen Karlstad 1983, Janus i Arvika 1984, Arvika Konsthall 1984 med flera samt i Uddevalla. Tillsammans med Walter Nordgren ställde han ut i Kristinehamn 1959 och tillsammans med sin fru och bror i Kungsbacka 1962 samt med Leif Ericson på Konstnärshuset i Stockholm 1963 samt med Erik Johansson i Lycksele 1963. Han genomförde en retrospektiv utställning på Värmlands museum 2007. 
Bland hans offentliga arbeten märks den dekorativa målningen Siesta och den 6 meter långa plafondmålningen Vintertrd för Varabolagets restaurang Lejonet i Göteborg, monumentalmålning i al secco på Starrkärrs pensionärshem, fasadmålningar i Kortedala, glasmålningen Tupp för Lillåstrandsskolan i Örebro, entrépartier i hugget glas och betong för bostadshus i Kaverös, glasmålningar för Göteborgs bostadsbolag 1964, Stucko-lustro-målning i nämndhuset Kungälv, takmålningar i TV-huset i Göteborg 1969, väggmålningar på Lärarhögskolan i Mölndal 1974, Centralsjukhuset i Karlstad 1978, 4 stycken väggmålningar i Mölndals förvaltningsbyggnad 1984, 4 stycken laninatmålningar för HSB i Trollhättan, acrylmålning för HSB i Vänersborg, 2 stycken väggfriser och en målad ridå för Eriksbergs Förvaltnings AB 1992, Blå hallen 1992 med flera. 
Hans konst bestod av ett abstrakt organiskt måleri och naturalistiska naturmotiv från Arvikatrakten samt stilleben. Som illustratör utförde han en bokillustration till Hans Christian Branners bok Ingeborg 1957. Vid sidan av konsten spelar han fiol och tillverkar fioler. Han tillhör konstnärsgruppen Tio från nya valand. Zetterquist är representerad på bland annat Röhsska museet, Moderna museet i Stockholm, Göteborgs konstmuseum, Värmlands museum, Statens konstråd, Örebro läns landsting, Stockholms landsting, Västerbottens landsting, Hallands landsting, Malmöhus landsting, Örebro läns landsting, Göteborgs och Bohus läns landsting samt Arvika kommun, Kristinehamns kommun och Göteborgs kommun.